# Broadway Hostess
Broadway Hostess (Brasil: Esperanças Perdidas ) é um filme norte-americano de 1935, do gênero comédia musical, dirigido por Frank McDonald e estrelado por Wini Shaw e Genevieve Tobin.
O filme é um musical genérico, projetado para promover a atriz Winifred Shaw (creditada como Wini Shaw). Recebeu uma indicação ao Oscar, pela coreografia.

## Sinopse
Winnie deseja ardentemente a fama como cantora. Sai de sua pequena terra natal e atinge o objetivo. Entretanto, apesar do estrelato, ela não consegue encontrar o amor verdadeiro. Daí, está condenada a uma vida de sucesso, porém solitária.

## Premiações
| Patrocinador                                  | Prêmio | Categoria          | Situação |
| --------------------------------------------- | ------ | ------------------ | -------- |
| Academia de Artes e Ciências Cinematográficas | Oscar  | Melhor Coreografia | Indicado |

## Elenco
| Ator/Atriz      | Personagem           |
| --------------- | -------------------- |
| Wini Shaw       | Winnie               |
| Genevieve Tobin | Iris                 |
| Lyle Talbot     | Lucky                |
| Allen Jenkins   | Fishcacke            |
| Phil Regan      | Tommy                |
| Marie Wilson    | Dorothy              |
| Spring Byington | Senhora Duncan       |
| Joe King        | Big Joe Jarvis       |
| Donald Ross     | Ronnie Marvin        |
| Frank Dawson    | Mordomo Morse        |
| Harry Seymour   | Mestre de Cerimônias |